# Marc Ravalomanana

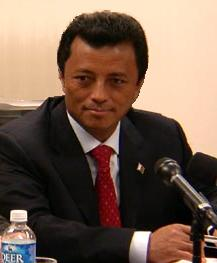
Marc Ravalomanana

Marc Ravalomanana (Imerinkasinina, 12 de desembre de 1949) és un polític malgaix d'ètnia merina que fou president de Madagascar del 2002 al 2009. Va ser un empresari d'èxit que es va dedicar a promocionar l'economia nacional. Va ser alcalde de la capital, Antananarivo, del 1999 al 2001 amb el partit "Estimo Antananarivo".
El 2001 va guanyar l'elecció presidencial com a candidat independent, i el 2002 el seu primer ministre Jacques Sylla va fundar el partit "Estimo Madagascar" per donar-li suport. Fou reelegit el 2006.
Ravalomanana fou obligat a dimitir el 17 de març de 2009 després d'una revolta popular liderada per Andry Rajoelina, aleshores alcalde d'Antananarivo. Ravalomanana actualment viu exiliat a Sud-àfrica, on participa en les negociacions entre Rajoelina i els antics presidents Albert Zafy i Didier Ratsiraka per mirar de resoldre la crisi política malgaix.